# بائورو (برزیل)
بائورو (به پرتغالی: Bauru) یک شهر در برزیل است که در ایالت سائو پائولو واقع شده‌است. بائورو ۳۶۶٬۹۹۲ نفر جمعیت دارد.

## خواهرخوانده
شهرهای سیبیو و تنری، نارا خواهرخوانده‌های بائورو (برزیل) هستند.

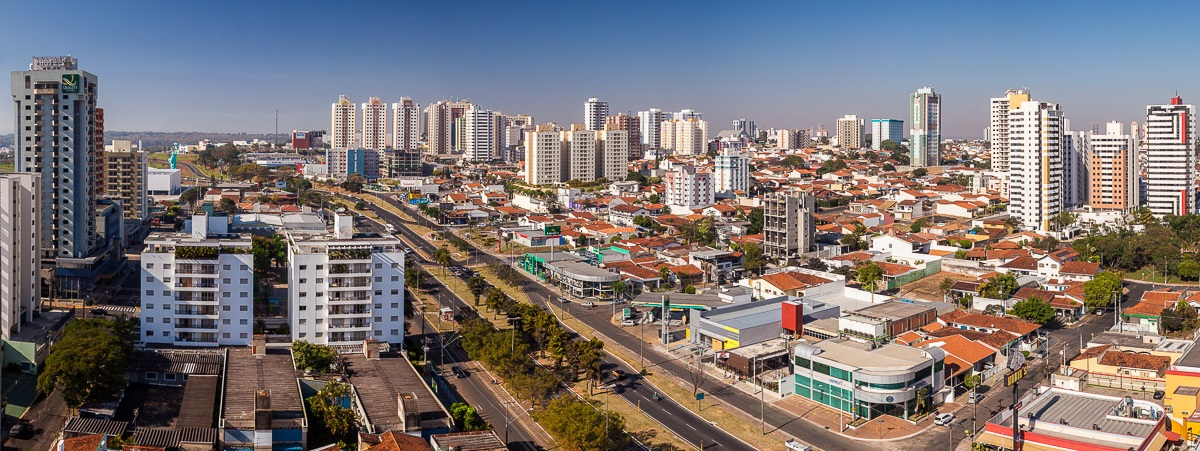